# Contea di Ningqiang
La contea di Ningqiang (宁强县S, Níngqiáng XiànP) è una contea della Cina, situata nella provincia dello Shaanxi e amministrata dalla prefettura di Hanzhong.